# Tanítások-rózsafüzér
A Tanítások-rózsafüzér a rózsafüzér viszonylag ritkábban alkalmazott imasorozata az elterjedtebb Máriás és Szent Ritás imasorozatok mellett. A katolikus egyházban a szentekre nagy hangsúly helyeződik, de mindez nem jelenti azt, hogy magáról Jézusról és Isten igéjéről el kellene feledkezni. A Tanítások-rózsafüzér egy olyan imasorozat, amely Jézus tanításait eleveníti fel és a hívőt arra sarkallja, hogy megtanulja, életébe beépítse azokat.